# Вилхелм Хершел
Сер Фридрих Вилхелм Хершел (Хановер, 15. новембар 1738 — Слау, 25. август 1822) је био немачко-британски астроном и композитор. Он је одредио апекс, тачку у галаксији ка којој се Сунце креће, а која се налази у сазвежђу Лира. Открио је планету Уран, био један од највећих посматрача у астрономији. Био је краљев астроном. Изградио својевремено највећи телескоп на свету.
Он је открио зрачење које је назвао инфрацрвено зрачење. Око 1800. године Хершел је пропуштао Сунчеву светлост кроз призму, а изван видљивог спектра светлости који се је из призме излазио поставио је термометар и приметио да он бележи раст температуре, то јест да постоји неко зрачење испод видљиве црвене светлости. Његова сестра Каролина Хершел и син Џон Хершел су такође били познати астрономи.
Хершел је пионир у примени астрономске спектрофотометрије, користећи призме и опрему за мерење температуре за мерење расподеле таласних дужина звезданих спектара. Током ових истрага, Хершел је открио инфрацрвено зрачење. Други радови су укључивали побољшано одређивање периода ротације Марса, откриће да се Марсове поларне капе сезонски разликују, откриће Титаније и Оберона (месеци Урана) и Енцелада и Мимант (месеци Сатурна). Хершел је постао витезом Краљевског гвефијског реда 1816. Он је био први председник Краљевског астрономског друштва када је основано 1820. Умро је у августу 1822, а његов рад наставио је његов син јединац Џон Хершел.

## Рани живот и музичке активности
Хершел је рођен у Брунзвика-Линебургу у Немачкој, тада делу Светог римског царства, као једно од десеторо деце Исака Хершела и његове супруге Ане Илсе Морицен, немачког лутеранског порекла. Његови преци су потицали из Пирне, у Саксонији.
Хершелов отац био је обоиста у Хановерском војном оркестру. Године 1755, пуку Хановерске гарде, у чијем су саставу Вилхелм и његов брат Јакоб били ангажовани као обоисти, наређено је да оде Енглеску. У то време круне Велике Британије и Хановера биле су уједињене под краљем Џорџом II. Како се надвила пријетња ратом са Француском, хановерска гарда је опозвана из Енглеске да брани Хановер. Након што су поражени у бици код Хастенбека, Хершелов отац Исак је послао своја два сина да потраже уточиште у Енглеској крајем 1757. Иако је његов старији брат Јакоб добио отпуст из Хановерске гарде, Вилхелм је оптужен за дезертерство (за шта га је помиловао Џорџ III 1782).
Вилхелм, деветнаест година стар у то време, био је брз студент енглеског језика. У Енглеској је прешао на енглеску верзију свог имена Фредерик Вилиам Хершел.
Поред обое, свирао је виолину и чембало, а касније и оргуље. Он је компоновао бројна музичка дела, укључујући 24 симфоније и многе концерте, као и црквену музику. Шест његових симфонија су Лондонски Мозартови свирачи снимили су у априлу 2002. године, под диригентском палицом Матијаса Бамерта (Chandos 10048).
Хершел се преселио у Сандерланд 1761. године, када га је Чарлс Ејвисон ангажовао као прву виолину и солисту у свом оркестру у Њукаслу, где је свирао једну сезону. У „Сандерланду у округу Дар: април  [sic] 20. 1761.“ написао је своју Симфонију бр. 8 у Ц-молу. Био је вођа групе Дарамске милиције од 1760. до 1761. Он је посетио је дом сер Ралфа Милбанеа у Халнаби Халу у близини Дарлингтона 1760. године,‍:14 где је написао две симфоније, као и одржао представе. После Њукасла преселио се у Лидс и Халифакс, где је био први органиста у цркви Светог Јована Крститеља (данас Халифакс Минстер).‍:411
Године 1766. Хершел је постао оргуљаш Октогонске капеле у Бату, помондене капеле у познатој бањи, у којој је био и директор јавних концерата. Он је именован је за оргуљаша 1766. године, а уводни концерт одржао је 1. јануара 1767. Како су оргуље још увек биле непотпуне, показао је своју свестраност изводећи сопствене композиције, укључујући концерт за виолину, концерт за обоу и сонату за чембало. Дана 4. октобра 1767, наступио је на оргуљама за службено отварање Октагонске капеле.
Његова сестра Каролин стигла је у Енглеску 24. августа 1772. године да живи са Вилхелмом у улици Њу Кинг стрит, Бат.‍:1–25 Кућа коју су делили сада је место Хершеловог астрономског музеја. Хершелова браћа Дитрих, Александар и Јакоб (1734–1792) такође су се појавили као музичари из Бата. Хершел је постављен за директора Батског оркестра, а његова сестра се често појављивала као сопрански солиста.

## Астрономија
Хершелово читање из природне филозофије током 1770-их указује на његове личне интересе, али такође сугерише намеру да буде социјално и професионално мобилни. Био је у доброј позицији да комуницира са „филозофском господом“ осамнаестог века, или филоматима, широког логичког и практичног укуса. Хершелова интелектуална радозналост и интересовање за музику на крају су га довели до астрономије. Након читања Роберт Смитовог дела Хармоници, или филозофије музичких звукова (1749), приступио је Смитовом Комплетном систему оптике (1738), који је описао технике конструкције телескопа. Такође је прочитао Џејмс Фергусонову Астрономију објашњену на принципима Сер Исака Њутна и олакшану онима који нису изучавали математику (1756) и Вилијам Емерсонове Елементе тригонометрије (1749), Елементе оптике (1768) и Принципе механике (1754).
Хершел је похађао лекције код локалног градитеља огледала и прибавивши алат и ниво стручности, почео је да прави сопствене рефлектујуће телескопе. Он би проводио до 16 сати дневно брусећи и полирајући примарна огледала од спекулум метала. Он се ослањао на помоћ других чланова породице, посебно своје сестре Каролине и брата Александра, вештог машинског мајстора.